# Mixtotherium
Il mixtoterio (gen. Mixtotherium) è un mammifero erbivoro estinto, appartenente agli artiodattili. Visse nell'Eocene superiore (circa 37 - 34 milioni di anni fa) e i suoi resti fossili sono stati ritrovati in Europa e forse in Africa.

## Descrizione
Questo animale, noto solo per materiale cranico, è piuttosto distinto dagli altri gruppi di artiodattili primitivi dell'Eocene. Il cranio era dotato di un muso corto e allargato anteriormente, le orbite erano situate a metà della lunghezza del cranio e la barra postorbitale era incompleta. Le ossa frontali erano ingrandite e vi era una cresta sagittale prominente.
Alcune caratteristiche di Mixtotherium (come il muso corto, la mandibola profonda posteriormente, un grande metaconulo posterolinguale) ricordano Cebochoerus, mentre altre lo avvicinano ai cainoteriidi (ad esempio i molari quasi selenodonti e la molarizzazione dei quarti premolari). Tuttavia, i molari dalla struttura bunoselenodonte ricordano anche Anoplotherium. I molari di Mixtotherium sono caratterizzati da un ectolofo a forma di W con un mesostilo molto sviluppato, e vi sono cinque cuspidi (compreso un piccolo paraconulo e un grande metaconulo posterolinguale al posto dell'ipocono).

## Classificazione
Mixtotherium venne descritto per la prima volta da Filhol nel 1880, sulla base di fossili ritrovati nella zona di Quercy in Francia. La specie tipo è Mixtotherium cuspidatum, ma a questo genere sono state attribuite numerose specie rinvenute in Francia, Svizzera e Regno Unito, tra cui M. priscum, M. depressum, M. quercyi, M. infans. Altri resti provenienti dall'Africa settentrionale sono stati attribuiti con qualche dubbio a Mixtotherium.

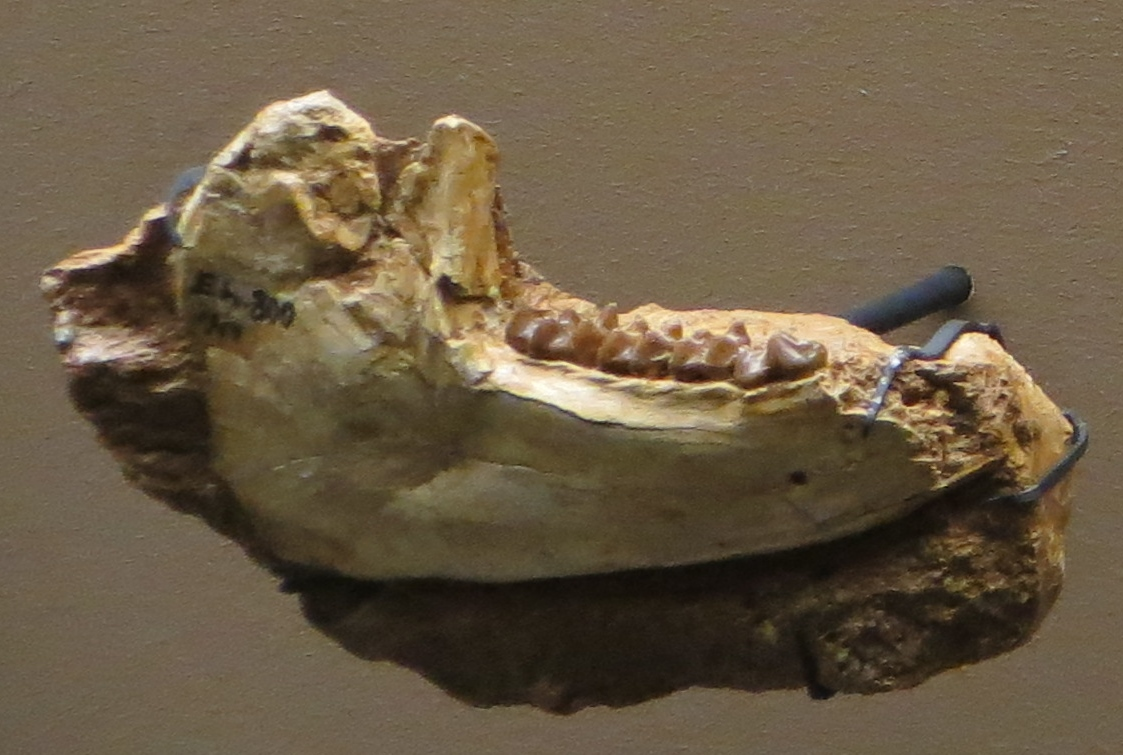
Mandibola di Mixtotherium priscum

Mixtotherium è stato variamente attribuito ai cebocheridi, ai dicobunidi o addirittura ai tilopodi. Tuttavia, le caratteristiche miste di questo animale precludono dal classificarlo chiaramente, ed è preferibile collocarlo in una famiglia a sé stante (Mixtotheriidae) che peraltro non ha una chiara classificazione all'interno degli altri artiodattili eocenici.